# باشگاه فوتبال کلیتورپس تاون
باشگاه فوتبال کلیتورپس تاون (به انگلیسی: Cleethorpes Town Football Club) یک باشگاه فوتبال در شهر گریمسبای، کشور انگلستان است که در سال ۱۹۹۸ میلادی تأسیس شده‌است.